# I SCREAM (Kis-My-Ft2のアルバム)
『I SCREAM』（アイ・スクリーム）は、Kis-My-Ft2の5枚目のスタジオ・アルバム。2016年6月22日にavex traxから発売された。

## 概要
〈完全生産限定 4cups盤〉・〈初回生産限定 2cups盤〉・〈通常盤〉の3形態で発売された。
〈完全生産限定 4cups 盤〉では初めて7人全員がそれぞれのソロ曲をセルフプロデュースしている。メンバー7人全員のソロ曲がCD収録されるのは初めてである。千賀健永、宮田俊哉、横尾渉、玉森裕太、二階堂高嗣のソロ曲は個性豊かなミュージックビデオも制作された。"キスマイの元祖シンメの2人"と言われる北山宏光・藤ヶ谷太輔は、『Kis-My-Journey』に収録されている2人のユニット曲「FIRE!!!」のミュージックビデオを制作した。
〈初回生産限定 2cups 盤〉には、リード曲「YES! I SCREAM」のミュージックビデオが収録されたDVDが付属している。また、特典DVDには沖縄の邸宅を借りて7人で一晩を過ごし、素顔の本音トークを展開した「KIS-MY-TV 〜キスマイシェアハウス〜」が収録されている。
〈通常盤〉には、ボーナストラック「WANTED」が収録される。加えて、これまでの軌跡をたどるシングルヒット曲やJr.時代の名曲を繋げた「Kis-My-Ft2 NON-STOP MIX -Vol.1-」を収録した特典CDが付属している。
すべての形態に収録される楽曲「Re:」は初めてメンバー7人全員で作詞に挑戦した曲である。
本作を引っ提げ、7月1日から8月14日までドームツアー『Kis-My-Ft2 CONCERT TOUR 2016 I SCREAM』を開催した。

## チャート成績
初週売上24.4万枚を記録し、2016年7月4日付週間オリコンアルバムランキングで1位を獲得。同チャートでの首位獲得は、1stアルバム『Kis-My-1st』から6作連続6作目となった。
1stアルバムから6作連続での初週売上20万枚突破は、KinKi Kids（12作連続達成）、宇多田ヒカル（7作連続達成）に次いで史上3組目となった。
2016年12月までに、累計28万1433枚を売り上げ、2016年の年間オリコンアルバムランキングで12位を獲得した。

## 収録内容

### CD
※シングル・カップリング曲の詳細はそのページを参照。
1. "5th" Overture [1:55]（inst.）
作曲・編曲：CHOKKAKU
2. YES! I SCREAM [4:34]
作詞：KOMU、作曲：Tommy Clint、編曲：CHOKKAKU
  - 本作のリードトラック

ミュージックビデオでは、「仲間、家族、恋人、大切な人と共に歩む壮大な道のりを、歌い、踊りながら新しい世界へとパレードをし、共に行進していく」人生のパレードを表現している[9]。100人のエキストラとともに、舞い散る花吹雪、無数のフラッグ、高鳴るドラムライン、吹き上げる水などで高揚感をかきたてる作品になっている[9]。
メンバーの多くが気に入っているミュージックビデオであり[10]、2021年時点でKis-My-Ft2のミュージックビデオで最も費用がかかった[10]。
3. Summer Breeze [4:16]
作詞：Komei Kobayashi、作曲・編曲：Jeff Miyahara，Paul Ballard
4. Gravity [4:16]
  - 16thシングル
5. PSYCHO [3:59]
作詞：JUN、作曲・編曲：Markus Bogelund，Obi Mhondera，Tim Hawes
6. & say [3:25] - 北山宏光・藤ヶ谷太輔
作詞：T.Fxxx，栗原暁 (Jazzin'park)，JUN，久保田真悟 (Jazzin'park)、作曲：HusiQ.K，久保田真悟 (Jazzin'park)，栗原暁 (Jazzin'park)、編曲：久保田真悟 (Jazzin'park)，栗原暁 (Jazzin'park)
7. Flamingo [3:27]
作詞：Ryohei Yamamoto、作曲：STEVEN LEE，Drew Ryan Scott，Sammy Naja、編曲：Sammy Naja，STEVEN LEE
8. 夕空 [4:46]
作詞・作曲：竹内雄彦、編曲：千葉純治
9. 最後もやっぱり君 [5:05]
  - 15thシングル
10. AAO [4:14]
  - 14thシングル
11. メガ☆ラブ [4:25]
作詞：イワツボコーダイ、作曲：Kevin Charge，イワツボコーダイ、編曲：鈴木雅也
12. MU-CHU-DE 恋してる [4:35]
  - 16thシングルカップリング
13. NOVEL -Album ver.- [4:54]
編曲：鈴木雅也
  - 14thシングルカップリングのアルバムバージョン
14. Re: [4:51]
作詞：Kis-My-Ft2、作曲：原一博、編曲：井上慎二郎
15. I Scream Night [4:12]
作詞：KOMU、作曲：Fredrik "Figge" Bostrom，Samuel Engh、編曲：Samuel Engh
16. WANTED [3:46]
作詞：イワツボコーダイ、作曲：Erik Lidbom、編曲：Erik Lidbom
通常盤のみ収録。

### 特典CD

#### 完全生産限定 4cups盤
1. 今ナニヲ想ウノ [3:31] - 北山宏光
作詞・作曲：HusiQ.K、編曲：KASUMI (COZMIC CODE) / SOU (COZMIC CODE)
2. Get Ready [4:20] - 千賀健永
作詞：Komei Kobayashi、作曲：Fredrik "Figge" Bostrom，MiNE，Atsushi Shimada、編曲：Atsushi Shimada
ミュージックビデオはロサンゼルスの海沿いのリゾート地のような場所でドローンを用いて撮影された[5]。また、ミュージックビデオではs**t kingzとのコラボが実現した[5]。靴や小物などすべての衣装を自身が手掛けた[5]。
3. ヲタクだったってIt's Alright! [4:25]  - 宮田俊哉
作詞・作曲：前山田健一、編曲：宇佐美宏
「ヲタク宮田の恋愛マスターへの道」がテーマとなっている[5]。ミュージックビデオは、失恋続きの宮田の恋愛レベルを上げるといった全編CGの恋愛ゲーム風演出に、鉄拳の手掛けるパラパラ漫画や、“ヲタ芸”のダンスシーンなどが盛り込まれている[5]。
4. ワッター弁当 [3:14] - 横尾渉
作詞・作曲・編曲：浅利進吾
ミュージックビデオでは、自身のアイディアでお弁当の具材にメンバーカラーの食材を入れ、コック姿で実際に料理をしている所を撮影した[5]。間奏部分では板前ダンサーと名乗る“ITAMAE KENTO”（演：千賀健永）が登場する[5]。
5. You're Liar♥︎ [4:06] - 藤ヶ谷太輔
作詞：T.Fxxx、作曲 : J.S.バッハ、編曲：JUN，Tasuku Maeda
クラッシック音楽を楽曲内に融合させた曲に挑戦してみたいという藤ヶ谷のアイディアで生まれた楽曲[5]。
曲中にバッハのオルガン曲『フーガ BWV578』が用いられている。
6. ALIVE [4:05] - 玉森裕太
作詞：SUNNY BOY、作曲：Chris Wahle、編曲：Chris Wahle，Tasuku Maeda
EDMサウンドで、ミュージックビデオのテーマは「白の世界」[5]。初めて白ウィッグやカラーコンタクトに挑戦し、自身とは別人として世界観を統一している[5]。
7. ジョッシー松村のSCREAM [3:02] - 二階堂高嗣
作詞：ジョッシー松村、作曲：Erik Smaaland、編曲：CUBE JUICE
  - 6thアルバム「MUSIC COLOSSEUM」初回生産限定盤B特典DVD収録SPECIAL MOVIE『組曲「ボクらのミュージックコロシアム」』挿入歌

玉森ファンの暗め女子「ジョッシー松村」が、ひと目惚れした男の子を振り向かせるためにチアダンスを特訓するという学園青春ラブコメディーを描くチア企画曲[5]。ミュージックビデオのジョッシー松村は女装した二階堂で、ひと目惚れの相手に玉森、そして玉森の彼女役には千賀が出演している[5]。

#### 通常盤
1. Kis-My-Ft2 NON-STOP MIX -Vol.1-
  1. Everybody Go
    - 1stシングル

  2. SHE! HER! HER!
    - 3rdシングル

  3. アイノビート -Dance ver.-
    - 5thシングルのダンスバージョン

  4. Shake It Up
    - 4thシングル「WANNA BEEEE!!!/Shake It Up」の2曲目

  5. Kiss魂
    - 13thシングル

  6. ETERNAL MIND
    - DVD「YOSHIO -new member-」初回生産限定盤特典CD収録曲

  7. Hair
    - DVD/Blu-ray「Kis-My-Ft2 Kis-My-MiNT Tour at 東京ドーム 2012.4.8」初回生産限定盤特典CD「Kis-My-Zero 2」収録曲

  8. Another Future
    - 11thシングル

  9. if
    - 4thアルバム「KIS-MY-WORLD」収録曲

  10. My Resistance -タシカナモノ-
    - 6thシングル「My Resistance -タシカナモノ-/運命Girl」の1曲目

  11. 光のシグナル
    - 10thシングル

  12. ダイスキデス
    - 3rdアルバム「Kis-My-Journey」収録曲

  13. SNOW DOMEの約束
    - 9thシングル「SNOW DOMEの約束/Luv Sick」の1曲目

  14. サクラヒラリ
    - 13thシングル通常盤カップリング

  15. Smile
    - 1stアルバム「Kis-My-1st」初回生産限定盤B特典CD「Kis-My-Zero」収録曲

  16. S.O.S (Smile On Smile)
    - 7thシングル「キ・ス・ウ・マ・イ 〜KISS YOUR MIND〜/S.O.S (Smile On Smile)」の2曲目

  17. Tell me why
    - 1stアルバム通常盤ボーナストラック

  18. Luv Sick
    - 9thシングルの2曲目

  19. WANNA BEEEE!!!
    - 4thシングルの1曲目

  20. 運命Girl
    - 6thシングルの2曲目

  21. キ・ス・ウ・マ・イ 〜KISS YOUR MIND〜
    - 7thシングルの1曲目

  22. Brand New Season
    - 2ndアルバム「Goodいくぜ!」初回生産限定【Kis-My-Zero盤】特典CD「Kis-My-Zero 3」収録曲

  23. Kis-My-LAND
    - 2ndアルバム初回生産限定【Kis-My-Zero盤】特典CD収録曲

  24. My Love
    - 2ndアルバム初回生産限定【Kis-My-Zero盤】特典CD収録曲

  25. キミとのキセキ
    - 8thシングル

  26. We never give up!
    - 2ndシングル

  27. 3D Girl
    - 1stアルバム初回生産限定盤B特典CD収録曲

  28. FIRE BEAT
    - 配信限定シングル
    - 1stアルバム初回生産限定盤B特典CD収録曲

  29. Kis-My-Calling!
    - ベストアルバム「HIT! HIT! HIT!」通常盤Bボーナストラック

  30. Thank youじゃん!
    - 12thシングル

### DVD

#### 完全生産限定 4cups盤

##### Disc 1
1. FIRE!!!〈MUSIC VIDEO〉- 北山宏光・藤ヶ谷太輔
  - 3rdアルバム『Kis-My-Journey』収録曲
2. Get Ready〈MUSIC VIDEO〉- 千賀健永
3. ヲタクだったってIt's Alright!〈MUSIC VIDEO〉- 宮田俊哉
4. ワッター弁当〈MUSIC VIDEO〉- 横尾渉
5. ALIVE〈MUSIC VIDEO〉- 玉森裕太
6. ジョッシー松村のSCREAM〈MUSIC VIDEO〉- 二階堂高嗣
7. Re:〈ソロアングルMOVIE〉
  1. 北山宏光
  2. 千賀健永
  3. 宮田俊哉
  4. 横尾渉
  5. 藤ヶ谷太輔
  6. 玉森裕太
  7. 二階堂高嗣

##### Disc 2
1. キスマイ×セルフプロデュース企画 “6movies” 密着ドキュメント
2. メンバー作詞曲 ｢Re:」 制作ドキュメンタリー

#### 初回生産限定 2cups盤
1. YES! I SCREAM〈MUSIC VIDEO〉
2. YES! I SCREAM〈MAKING MOVIE〉
3. KIS-MY-TV 〜キスマイシェアハウス〜

## 収録作品
| 楽曲タイトル                  | 収録                                                | 収録                                                                                |
| ----------------------------- | --------------------------------------------------- | ----------------------------------------------------------------------------------- |
| "5th" Overture                | CDアルバム                                          | 『I SCREAM』                                                                        |
| YES! I SCREAM                 | CDアルバム                                          | 『I SCREAM』                                                                        |
| YES! I SCREAM                 | ミュージック・ビデオ                                | 『I SCREAM』〈初回生産限定 2cups盤〉                                                |
| YES! I SCREAM                 | ライブ映像                                          | 『CONCERT TOUR 2016 I SCREAM』                                                      |
| YES! I SCREAM                 | ライブ映像                                          | 『LIVE TOUR 2020 To-y2』                                                            |
| YES! I SCREAM                 | CD （スペシャルエディット）                         | 『LIVE TOUR 2020 To-y2』〈通常盤DVD〉                                               |
| YES! I SCREAM                 | ミュージック・ビデオ                                | 『BEST of Kis-My-Ft2』〈初回盤A〉                                                   |
| Summer Breeze                 | CDアルバム                                          | 『I SCREAM』                                                                        |
| Summer Breeze                 | ライブ映像                                          | 『CONCERT TOUR 2016 I SCREAM』                                                      |
| Gravity                       | CDシングル                                          | 『Gravity』                                                                         |
| Gravity                       | ミュージック・ビデオ                                | 『Gravity』〈初回生産限定盤A〉                                                      |
| Gravity                       | マルチアングル・ミュージック・ビデオ （Dance size） | 『Gravity』〈初回生産限定盤B〉                                                      |
| Gravity                       | CDアルバム                                          | 『I SCREAM』                                                                        |
| Gravity                       | ライブ映像                                          | 『CONCERT TOUR 2016 I SCREAM』                                                      |
| Gravity                       | ライブ映像                                          | 『LIVE TOUR 2017 MUSIC COLOSSEUM』                                                  |
| Gravity                       | ライブ映像                                          | 『LIVE TOUR 2020 To-y2』                                                            |
| Gravity                       | CD （スペシャルエディット）                         | 『LIVE TOUR 2020 To-y2』〈通常盤DVD〉                                               |
| Gravity                       | CDアルバム                                          | 『BEST of Kis-My-Ft2』                                                              |
| Gravity                       | ミュージック・ビデオ                                | 『BEST of Kis-My-Ft2』〈初回盤A〉                                                   |
| Gravity                       | ライブ映像                                          | 『Kis-My-Ft2 Dome Tour 2024 Synopsis』                                              |
| PSYCHO                        | CDアルバム                                          | 『I SCREAM』                                                                        |
| PSYCHO                        | ライブ映像                                          | 『CONCERT TOUR 2016 I SCREAM』                                                      |
| PSYCHO                        | ライブ映像                                          | 『For dear life』                                                                   |
| & say                         | CDアルバム                                          | 『I SCREAM』                                                                        |
| & say                         | ライブ映像                                          | 『CONCERT TOUR 2016 I SCREAM』                                                      |
| Flamingo                      | CDアルバム                                          | 『I SCREAM』                                                                        |
| Flamingo                      | ライブ映像                                          | 『CONCERT TOUR 2016 I SCREAM』                                                      |
| Flamingo                      | ライブ映像                                          | 『LIVE TOUR 2018 Yummy!! you&me』                                                   |
| Flamingo                      | CD （スペシャルエディット）                         | 『LIVE TOUR 2018 Yummy!! you&me』〈初回盤〉                                         |
| Flamingo                      | CDアルバム                                          | 『BEST of Kis-My-Ft2』〈初回盤A〉                                                   |
| 夕空                          | CDアルバム                                          | 『I SCREAM』                                                                        |
| 夕空                          | ライブ映像                                          | 『CONCERT TOUR 2016 I SCREAM』                                                      |
| 最後もやっぱり君              | CDシングル                                          | 『最後もやっぱり君』                                                                |
| 最後もやっぱり君              | ミュージック・ビデオ                                | 『最後もやっぱり君』〈初回生産限定盤〉                                              |
| 最後もやっぱり君              | ライブ映像                                          | 『2015 CONCERT TOUR 『KIS-MY-WORLD』』〈Blu-ray盤〉                                 |
| 最後もやっぱり君              | CDアルバム                                          | 『I SCREAM』                                                                        |
| 最後もやっぱり君              | ライブ映像                                          | 『CONCERT TOUR 2016 I SCREAM』                                                      |
| 最後もやっぱり君              | CDアルバム                                          | 『BEST of Kis-My-Ft2』                                                              |
| 最後もやっぱり君              | ミュージック・ビデオ                                | 『BEST of Kis-My-Ft2』〈初回盤A〉                                                   |
| AAO                           | CDシングル                                          | 『AAO』                                                                             |
| AAO                           | ミュージック・ビデオ                                | 『AAO』〈初回生産限定盤〉                                                           |
| AAO                           | ライブ映像                                          | 『2015 CONCERT TOUR 『KIS-MY-WORLD』』〈Blu-ray盤〉                                 |
| AAO                           | CDアルバム                                          | 『I SCREAM』                                                                        |
| AAO                           | ライブ映像                                          | 『CONCERT TOUR 2016 I SCREAM』                                                      |
| AAO                           | ライブ映像                                          | 『LIVE TOUR 2017 MUSIC COLOSSEUM』                                                  |
| AAO                           | ライブ映像                                          | 『LIVE TOUR 2018 Yummy!! you&me』                                                   |
| AAO                           | CD （スペシャルエディット）                         | 『LIVE TOUR 2018 Yummy!! you&me』〈初回盤〉                                         |
| AAO                           | ライブ映像                                          | 『君を大好きだ』〈EXTRA盤〉 （LIVE TOUR 2018 YOU&ME Extra Yummy!!）                 |
| AAO                           | CDアルバム                                          | 『BEST of Kis-My-Ft2』                                                              |
| AAO                           | ミュージック・ビデオ                                | 『BEST of Kis-My-Ft2』〈初回盤A〉                                                   |
| AAO                           | ライブ映像                                          | 『LIVE TOUR 2021 HOME』〈Blu-ray盤〉                                                |
| AAO                           | ライブ映像                                          | 『Two as One』〈ファンクラブ限定盤〉 （Kis-My-Ftに逢えるde Show 2022）              |
| AAO                           | ライブ映像                                          | 『Kis-My-Ftに逢えるde Show 2022 in DOME』                                           |
| AAO                           | ライブ映像                                          | 『For dear life』                                                                   |
| AAO                           | ライブ映像                                          | 『Kis-My-Ft2 Dome Tour 2024 Synopsis』                                              |
| メガ☆ラブ                     | CDアルバム                                          | 『I SCREAM』                                                                        |
| メガ☆ラブ                     | ライブ映像                                          | 『CONCERT TOUR 2016 I SCREAM』                                                      |
| MU-CHU-DE 恋してる            | CDシングル                                          | 『Gravity』                                                                         |
| MU-CHU-DE 恋してる            | レコーディングMOVIE                                 | 『Gravity』〈初回生産限定盤A〉                                                      |
| MU-CHU-DE 恋してる            | CDアルバム                                          | 『I SCREAM』                                                                        |
| MU-CHU-DE 恋してる            | ライブ映像                                          | 『CONCERT TOUR 2016 I SCREAM』                                                      |
| MU-CHU-DE 恋してる            | ライブ映像                                          | 『LIVE TOUR 2017 MUSIC COLOSSEUM』                                                  |
| MU-CHU-DE 恋してる            | CDアルバム                                          | 『BEST of Kis-My-Ft2』〈初回盤A〉                                                   |
| NOVEL -Album ver.-            | CDシングル                                          | 『AAO』                                                                             |
| NOVEL -Album ver.-            | CDアルバム                                          | 『I SCREAM』                                                                        |
| NOVEL -Album ver.-            | ライブ映像                                          | 『CONCERT TOUR 2016 I SCREAM』                                                      |
| Re:                           | CDアルバム                                          | 『I SCREAM』                                                                        |
| Re:                           | ソロアングルMOVIE                                   | 『I SCREAM』〈完全生産限定 4cups盤〉                                                |
| Re:                           | ライブ映像                                          | 『CONCERT TOUR 2016 I SCREAM』                                                      |
| Re:                           | CDアルバム                                          | 『BEST of Kis-My-Ft2』〈初回盤A〉                                                   |
| Re:                           | ライブ映像                                          | 『BEST of Kis-My-Ft2』〈通常盤〉                                                    |
| Re:                           | ライブ映像                                          | 『Two as One』〈ファンクラブ限定盤〉 （Kis-My-Ftに逢えるde Show 2022）              |
| Re:                           | ライブ映像                                          | 『Kis-My-Ftに逢えるde Show 2022 in DOME』                                           |
| I Scream Night                | CDアルバム                                          | 『I SCREAM』                                                                        |
| I Scream Night                | ライブ映像                                          | 『CONCERT TOUR 2016 I SCREAM』                                                      |
| I Scream Night                | ライブ映像                                          | 『LIVE TOUR 2018 Yummy!! you&me』                                                   |
| I Scream Night                | CD （スペシャルエディット）                         | 『LIVE TOUR 2018 Yummy!! you&me』〈初回盤〉                                         |
| I Scream Night                | ライブ映像                                          | 『君を大好きだ』〈EXTRA盤〉 （LIVE TOUR 2018 YOU&ME Extra Yummy!!）                 |
| I Scream Night                | CDアルバム                                          | 『BEST of Kis-My-Ft2』〈初回盤A〉                                                   |
| I Scream Night                | ライブ映像                                          | 『BEST of Kis-My-Ft2』〈通常盤〉                                                    |
| I Scream Night                | ライブ映像                                          | 『Two as One』〈ファンクラブ限定盤〉 （Kis-My-Ftに逢えるde Show 2022）              |
| I Scream Night                | ライブ映像                                          | 『Kis-My-Ftに逢えるde Show 2022 in DOME』                                           |
| WANTED                        | CDアルバム                                          | 『I SCREAM』〈通常盤〉                                                              |
| WANTED                        | ライブ映像                                          | 『CONCERT TOUR 2016 I SCREAM』                                                      |
| 今ナニヲ想ウノ                | CDアルバム                                          | 『I SCREAM』〈完全生産限定 4cups盤〉                                                |
| 今ナニヲ想ウノ                | ライブ映像                                          | 『CONCERT TOUR 2016 I SCREAM』                                                      |
| Get Ready                     | CDアルバム                                          | 『I SCREAM』〈完全生産限定 4cups盤〉                                                |
| Get Ready                     | ミュージック・ビデオ                                | 『I SCREAM』〈完全生産限定 4cups盤〉                                                |
| Get Ready                     | ライブ映像                                          | 『CONCERT TOUR 2016 I SCREAM』                                                      |
| ヲタクだったってIt's Alright! | CDアルバム                                          | 『I SCREAM』〈完全生産限定 4cups盤〉                                                |
| ヲタクだったってIt's Alright! | ミュージック・ビデオ                                | 『I SCREAM』〈完全生産限定 4cups盤〉                                                |
| ヲタクだったってIt's Alright! | ライブ映像                                          | 『CONCERT TOUR 2016 I SCREAM』                                                      |
| ヲタクだったってIt's Alright! | CDアルバム                                          | 『BEST of Kis-My-Ft2』〈初回盤B〉                                                   |
| ワッター弁当                  | CDアルバム                                          | 『I SCREAM』〈完全生産限定 4cups盤〉                                                |
| ワッター弁当                  | ミュージック・ビデオ                                | 『I SCREAM』〈完全生産限定 4cups盤〉                                                |
| ワッター弁当                  | ライブ映像                                          | 『CONCERT TOUR 2016 I SCREAM』                                                      |
| ワッター弁当                  | CDアルバム                                          | 『BEST of Kis-My-Ft2』〈初回盤B〉                                                   |
| You're Liar♡                  | CDアルバム                                          | 『I SCREAM』〈完全生産限定 4cups盤〉                                                |
| You're Liar♡                  | ライブ映像                                          | 『CONCERT TOUR 2016 I SCREAM』                                                      |
| ALIVE                         | CDアルバム                                          | 『I SCREAM』〈完全生産限定 4cups盤〉                                                |
| ALIVE                         | ミュージック・ビデオ                                | 『I SCREAM』〈完全生産限定 4cups盤〉                                                |
| ALIVE                         | ライブ映像                                          | 『CONCERT TOUR 2016 I SCREAM』                                                      |
| ジョッシー松村のSCREAM        | CDアルバム                                          | 『I SCREAM』〈完全生産限定 4cups盤〉                                                |
| ジョッシー松村のSCREAM        | ミュージック・ビデオ                                | 『I SCREAM』〈完全生産限定 4cups盤〉                                                |
| ジョッシー松村のSCREAM        | ライブ映像                                          | 『CONCERT TOUR 2016 I SCREAM』                                                      |
| ジョッシー松村のSCREAM        | スペシャル・ムービー                                | 『MUSIC COLOSSEUM』〈初回生産限定盤B〉 （組曲「ボクらのミュージックコロシアム」内） |